# Tony Hillerman
Anthony Grove "Tony" Hillerman, född 27 maj 1925 i Sacred Heart i Oklahoma, död 26 oktober 2008 i Albuquerque i New Mexico, var en amerikansk författare.
Hillerman skrev bland annat en serie kriminalromaner som utspelar sig i det stora Navajoindianreservatet i sydvästra USA. Med sina 64000 km2 är reservatet större än länder som Danmark eller Nederländerna och har en egen kultur och ett eget språk. 
Böckerna är av pusseldeckartyp med två polismän som hjältar: navajoindianerna Joe Leaphorn och Jim Chee. Hillerman utmärkte sig med en detaljerad beskrivning av indianernas kultur i ett samtida USA.
Hillerman skrev även andra böcker, som till exempel den politiska thrillern Flugan på väggen (1971).